# РККІ-взаємодія
Обмінна взаємодія РККІ
 (взаємодія Рудемана — Кіттеля — Косуя — Іосіди) — непряма обмінна взаємодія між магнітними іонами, що відбувається через колективізовані електрони провідності. Виникає в металах і напівпровідниках, де колективізовані електрони виступають посередниками обмінної взаємодії іонів, які мають локалізовані протилежно направлені спіни, частково заповнених d- i f-оболонок.
Вперше ідея про можливість взаємодії локалізованих магнітних моментів через електрони провідності була запропонована для пояснення поляризації ядерних магнітних моментів через надтонку взаємодію електронами s-стану та ядер. Сучасна форма цієї взаємодії була описана Рудеманом та Кіттелем. По аналогії з ядерним зв'язком, обмінна взаємодія між провідними та локалізованими електронами також може приводити до непрямої взаємодії між локалізованими електронними моментами. Зінером було припущено, що саме така природа взаємодії є причиною феромагнетизму в перехідних металах.